# Narrowsburg
Narrowsburg és una concentració de població designada pel cens dels Estats Units a l'estat de Nova York. Segons el cens del 2000 tenia 414 habitants.

## Demografia
Segons el cens del 2000, Narrowsburg tenia 414 habitants, 189 habitatges, i 117 famílies. La densitat de població era de 115,8 habitants/km².
Dels 189 habitatges en un 25,9% hi vivien nens de menys de 18 anys, en un 50,8% hi vivien parelles casades, en un 9% dones solteres, i en un 37,6% no eren unitats familiars. En el 35,4% dels habitatges hi vivien persones soles el 20,1% de les quals corresponia a persones de 65 anys o més que vivien soles. El nombre mitjà de persones vivint en cada habitatge era de 2,19 i el nombre mitjà de persones que vivien en cada família era de 2,8.
Per edats la població es repartia de la següent manera: un 21,7% tenia menys de 18 anys, un 3,6% entre 18 i 24, un 24,6% entre 25 i 44, un 25,8% de 45 a 60 i un 24,2% 65 anys o més.
L'edat mediana era de 46 anys. Per cada 100 dones de 18 o més anys hi havia 89,5 homes.
La renda mediana per habitatge era de 35.694 $ i la renda mediana per família de 44.688 $. Els homes tenien una renda mediana de 33.500 $ mentre que les dones 26.563 $. La renda per capita de la població era de 19.577 $. Entorn del 5,3% de les famílies i el 4,7% de la població estaven per davall del llindar de pobresa.